# Eugen Guido Lammer
Eugen Guido Lammer, né le 18 juin 1863 à Rosenburg-Mold et mort le 2 février 1945 à Vienne, est un alpiniste autrichien qui promouvait dans ses écrits une conception héroïque de l'alpinisme, marquée par l'exaltation du danger.

## Biographie
La majorité de la carrière alpine de Eugen Guido Lammer se déroule dans les Alpes de Zillertal, principalement en solitaire et toujours sans guide. Il entreprend seul des ascensions parmi les plus difficiles de l'époque, telle que l'arête nord-est du Fuszstein, le Zinalrothorn ou le Weisshorn, et réussit avec August Lorria la première ascension de l'Hinter Fiescherhorn.
Mais la célébrité de Guido Lammer tient essentiellement à son livre Jungborn, publié à Vienne en 1922, qui relate avec exaltation son accident sur la face ouest du Cervin et qui explique sa philosophie de l'alpinisme s'accommodant des dangers de la montagne.

## Ascensions
- 1884 - Première traversée de l'Olperer (3 476 m) au Fuszstein
- 1884 - Première ascension de la pointe nord de l'Hoher Dachstein
- 1884 - Première ascension de l'arête nord-est du Fuszstein
- 1884 - Première ascension de la face est du Gran Pilastro
- 1884 - Première ascension de la face nord-ouest du Gross Morchner (3 287 m)
- 1885 - Face sud-ouest de la dent Blanche avec August Lorria
- 1885 - Traversée du Mönch avec August Lorria
- 1885 - Conquête de l'Hinter Fiescherhorn, le 28 juillet
- 1885 - Face sud-ouest du Grossvenediger
- 1887 - Zinalrothorn
- 1887 - Weisshorn
- 1891 - Face nord-ouest du Grossvenediger, le 25 août
- 1891 - Face est du Grossglockner
- 1895 - Paroi nord-est du Gross Morchner

## Ouvrages
- Jungborn: Bergfahrten und Höhengedanken eines einsamen Pfadsuchers, Österreichischer Alpen-Klub, Vienna, 1922
  - (fr) Fontaine de Jouvence: « Jungborn » : ascensions et réflexions d'un alpiniste solitaire, J. Landru, 1931